# Inio Asano
Pour les articles homonymes, voir Asano.
浅野 いにお
Œuvres principales
- Bonne nuit Punpun
- Le Quartier de la lumière
- Solanin
- Errance
- Dead Dead Demon's Dededededestruction
- La Fin du monde, avant le lever du jour

Inio Asano (浅野 いにお, Asano Inio) est un mangaka japonais, né le 22 septembre 1980 à Ishioka dans la préfecture d'Ibaraki.

## Biographie
Inio Asano nait le 22 septembre 1980 dans la préfecture d'Ibaraki. Il est diplômé de l'université Tamagawa (en) à Machida.
Après avoir été assistant de Shin Takahashi, il fait ses débuts en 2000 avec la nouvelle Futsū no hi (普通の日, littéralement « Un jour normal ») parue dans Big Comic Spirits (Shōgakukan). En 2001, il remporte le premier prix GX des jeunes auteurs décerné par le magazine Sunday GX (Shōgakukan) pour une nouvelle intitulée Uchū kara konnichiwa (宇宙からコンニチハ, litt. « Bonjour de l'espace »).
À partir de juin 2002, il entame un nouveau genre d'histoires courtes et complètes pour Sunday GX, regroupées en deux volumes sous le titre Un monde formidable . En 2005, dans la même veine, il dessine le one-shot Le Quartier de la lumière, puis la série Solanin, prépubliée quant à elle dans Weekly Young Sunday. Suivent Nichiyō, gogo, roku ji han., La Fin du monde, avant le lever du jour qui reprend la précédente, Bonne nuit Punpun et Ctrl+T. Il a également travaillé pour Ohta Publishing avec Nijigahara holograph (2003-2005) et La Fille de la plage (2009-2013).
Solanin a été adapté en film en 2010 avec Aoi Miyazaki dans le rôle-titre. En 2021, il a été annoncé que La Fille de la plage allait être adapté en film. Errance (零落, Reiraku) a également été adapté en 2023  
Dead Dead Demon's Dededededestruction a été adapté en film d'animation en deux parties en 2024 avant d'être diffusé au format épisodique, devenant alors sa première série d'animation.

## Œuvres
- Futsū no Hi (普通の日?) (2000)
- Sotsugyōshiki Jigoku (卒業式地獄?) (2000)
- Uchū kara Konnichi wa (宇宙からコンニチハ?) (2001)
- Un monde formidable (素晴らしい世界, Subarashii Sekai?) (2002–2004)

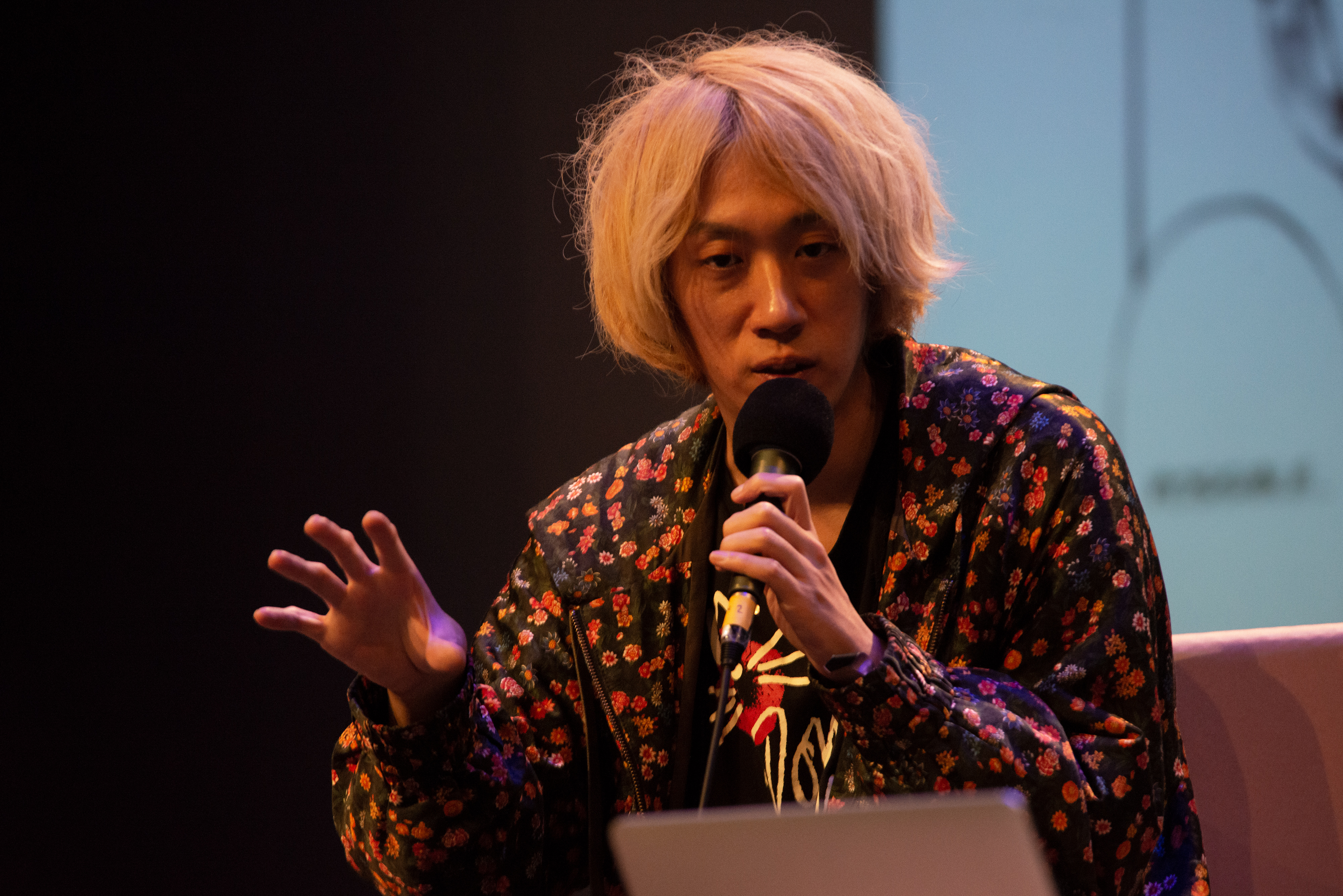
Inio Asano au Festival d'Angoulême 2020.

- Le champ de l'arc-en-ciel - Nijigahara holograph (虹ヶ原ホログラフ, Nijigahara horogurafu?) (2003–2005)
- Le Quartier de la lumière (ひかりのまち, Hikari no Machi?) (2004–2005)
- Solanin (ソラニン, Soranin?) (2005–2006)
- Nichiyō, gogo, roku ji han. (日曜、午後、六時半。?) (2006)
- La Fin du monde, avant le lever du jour (世界の終わりと夜明け前, Sekai no Owari to Yoakemae?) (2006–2008)
- Bonne nuit Punpun (おやすみプンプン, Oyasumi Punpun?) (2007-2013)
- Ozanari Kun (おざなり君?) (2008-2011)
- La Fille de la plage (うみべの女の子, Umibe no onna no ko?) (2009-2013)
- Ctrl+T Asano Inio Works (Ctrl+T 浅野いにおWORKS, Kontorōru Purasu Tī Asano Inio Wākusu?) (2010)
- Planet (planet, Puranetto?) (2010)
- Toshi no Se (としのせ?) (2012)
- Kinoko Takenoko (きのこたけのこ?) (2013)
- Dead Dead Demon's Dededededestruction (デッドデッドデーモンズデデデデデストラクション, Deddo Deddo Dēmonzu Dededededesutorakushon?) (2014–2022)
- Bakemono Re' Chan (ばけものれっちゃん?) (2015)
- Yūsha Tachi (勇者たち?) (2015-2018)
- Funwari Otoko (ふんわり男?) (2016)
- Sayonara Bye-Bye (さよならばいばい, Sayonara Bai Bai?) (2016)
- Errance (零落, Reiraku?) (2017)
- Anthology (浅野いにお短編集 ばけものれっちゃん/きのこたけのこ, Asano Inio Tanpenshuu?) (2018)
- Mujina in to the Deep (2023 - en cours)

## Distinction
- 2018 :  Prix Micheluzzi de la meilleure série étrangère pour Dead Dead Demon's Dededededestruction no 1-4